# Надішліть допомогу
«Надішліть допомогу» (англ. Send Help) — майбутній американський фільм жахів режисера Сема Реймі, сценарій написали Марк Свіфт і Деміен Шеннон. У головних ролях Рейчел МакАдамс, Кріс Пенг, Ділан О'Браєн та Денніс Гейсберт.

## Синопсис
Жінка та її бос намагаються вижити на віддаленому острові після авіакатастрофи.

## Акторський склад
| Актор            | Роль |
| ---------------- | ---- |
| Рейчел Мак-Адамс |      |
| Кріс Пенг        |      |
| Ділан О'Браєн    |      |
| Денніс Гейсберт  |      |

## Виробництво
У жовтні 2019 року Columbia Pictures оголосила, що Сем Реймі стане режисером ще не названого фільму жахів, а Марк Свіфт і Деміан Шеннон напишуть сценарій. Пізніше фільм отримав назву «Надішліть допомогу», а дистрибуцією займалася студія 20th Century Studios. У жовтні 2024 року Рейчел МакАдамс розпочала переговори щодо участі у головній ролі. У грудні до акторського складу приєднався Кріс Пенг. На початку 2025 року до акторського складу приєдналися Ділан О'Браєн та Денніс Гейсберт, а МакАдамс була затверджена на роль головної героїні. Основні зйомки мали розпочатися у січні 2025 року. Зйомки зрештою розпочалися в лютому в Сіднеї, Лос-Анджелесі та Таїланді, і завершилися 17 квітня того ж року.

## Реліз
Вихід у Сполучених Штатах заплановано на 30 січня 2026 року.